# Osseo (Wisconsin)
Osseo és una població dels Estats Units a l'estat de Wisconsin. Segons el cens del 2000 tenia 1.669 habitants.

## Demografia
Segons el cens del 2000, Osseo tenia 1.669 habitants, 721 habitatges, i 451 famílies. La densitat de població era de 312,8 habitants per km².
Dels 721 habitatges en un 28,7% hi vivien nens de menys de 18 anys, en un 49,7% hi vivien parelles casades, en un 9,4% dones solteres, i en un 37,4% no eren unitats familiars. En el 32,6% dels habitatges hi vivien persones soles el 19% de les quals corresponia a persones de 65 anys o més que vivien soles. El nombre mitjà de persones vivint en cada habitatge era de 2,25 i el nombre mitjà de persones que vivien en cada família era de 2,84.
Per edats la població es repartia de la següent manera: un 23,9% tenia menys de 18 anys, un 7,8% entre 18 i 24, un 26,5% entre 25 i 44, un 18,7% de 45 a 60 i un 23,1% 65 anys o més.
L'edat mediana era de 39 anys. Per cada 100 dones de 18 o més anys hi havia 82,2 homes.
La renda mediana per habitatge era de 34.493 $ i la renda mediana per família de 40.819 $. Els homes tenien una renda mediana de 28.934 $ mentre que les dones 21.838 $. La renda per capita de la població era de 18.512 $. Aproximadament el 2,9% de les famílies i el 5,7% de la població estaven per davall del llindar de pobresa.

## Poblacions més properes
El següent diagrama mostra les poblacions més properes.